# Drentse kosterworst
Drentse kosterworst is een worst die oorspronkelijk uit Drenthe komt. Kosterworst is een harde worst, wat inhoudt dat deze worst harder is dan andere worsten, zoals Groninger metworst, boerenworst en leverworst. Kosterworst is niet alleen in Drenthe verkrijgbaar, maar bij verschillende supermarkten verspreid over Nederland.
Kosterworst wordt meestal gegeten als borrelhapje of als tussendoortje.